# Hyacinthella heldreichii
Hyacinthella heldreichii är en sparrisväxtart som först beskrevs av Pierre Edmond Boissier, och fick sitt nu gällande namn av Chouard. Hyacinthella heldreichii ingår i släktet Hyacinthella och familjen sparrisväxter. Inga underarter finns listade i Catalogue of Life.